# Djotto
Djotto ist ein Arrondissement und eine Ortschaft im Departement Couffo im westafrikanischen Staat Benin. Es ist eine Verwaltungseinheit, die der Gerichtsbarkeit der Kommune Klouékanmè untersteht.

## Demografie und Verwaltung
Gemäß der Volkszählung 2013 des beninischen Statistikamtes INSAE hatte das Arrondissement 22.160 Einwohner, davon waren 9825 männlich und 12.335 weiblich.
Von den 76 Dörfern und Quartieren der Kommune Klouékanmè entfallen 16 auf Djotto:
1. Adahoué
2. Akimè
3. Avéganmè
4. Dangnonchihoué
5. Davihoué
6. Dékandji
7. Djotto
8. Fidégnonhoué
9. Gbéhounkochihoué
10. Glolihoué
11. Gnigbou
12. Gnigbougan
13. Houénoussou
14. Yénawa
15. Yèvihoué
16. Zohoudji